# 甘粕正彦
甘粕 正彦（あまかす まさひこ、1891年〈明治24年〉1月26日 - 1945年〈昭和20年〉8月20日）は、日本の陸軍軍人。
陸軍憲兵大尉時代にアナキストの大杉栄らを殺害した甘粕事件で知られる。事件後、短期の服役を経て日本を離れて満洲に渡って関東軍の特務工作を行い、満洲国建設に一役買う。満洲映画協会理事長を務め、終戦の最中に現地で服毒自殺した。

## 経歴

### 生い立ち
明治24年（1891年）1月26日、宮城県仙台市北三番丁に旧米沢藩士で当時宮城県警部だった父・甘粕春吉と、母・内藤志け（仙台藩士内藤与一郎の娘）の長男として生まれる。第四次川中島の戦いでの奮戦で知られる上杉家家臣甘粕景持の子孫で、銀行家の甘粕二郎と陸軍の甘粕三郎陸軍大佐は弟。陸軍中将甘粕重太郎は従兄弟。マルクス経済学者見田石介は父方の従兄弟で、石介の子が社会学者見田宗介、孫が漫画家見田竜介である。三菱電機副社長を務めた甘粕忠男は長男。
1897年（明治30年）、父の転勤で福島師範附属小学校に入学。その後、津中学校（現・三重県立津高等学校）・名古屋陸軍地方幼年学校・陸軍中央幼年学校を経て、1912年（明治45年）5月に陸軍士官学校を卒業する。

### 憲兵へ
士官候補生第24期として卒業（同期には岸田國士がいる）、大正元年（1912年）12月に陸軍少尉に任官。当初は歩兵科であったが、1918年（大正7年）7月中尉の時に転科し、憲兵中尉となる。歩兵から憲兵への転科は陸軍戸山学校（1915年〈大正4年〉9月に入学）で負った膝の怪我が理由とされ、転科に迷っていたところを上官東條英機と相談し積極的な意見を受けて憲兵になったという。この時朝鮮楊州憲兵分隊長を拝命する。
その後、憲兵司令部副官・憲兵練習所学生の後、1921年（大正10年）6月憲兵大尉に進み、市川憲兵分隊長を命ぜられる。折から勃発した野田争議では労使それぞれの代表者を仲介し、調停の糸口をつけることに成功。翌年1月渋谷憲兵分隊長に移り、大正12年8月から麹町憲兵分隊長を兼ねる。なお、東京憲兵隊本部で甘粕の給仕を務めていたのが後に政治家となる福家俊一である。

### 甘粕事件

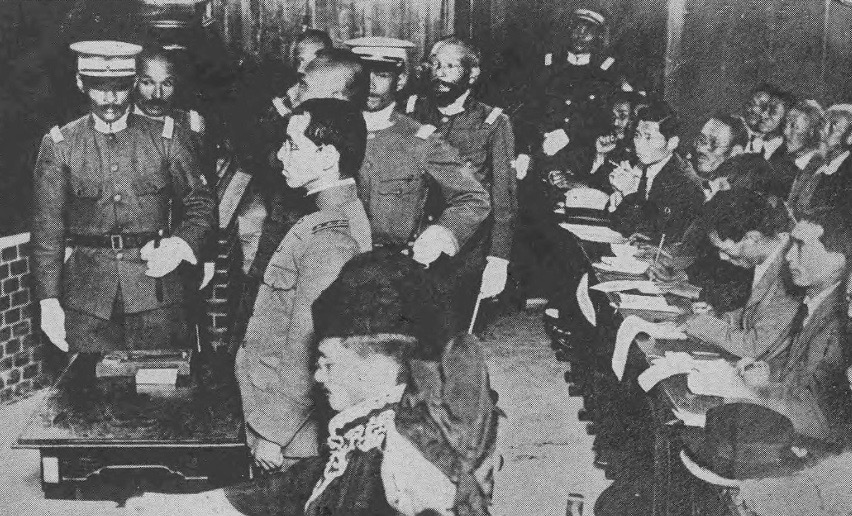
甘粕事件の軍法会議

1923年（大正12年）9月1日に起きた関東大震災の混乱時に、9月16日、東京憲兵隊麹町分隊長の甘粕はアナキストの大杉栄・伊藤野枝とその甥・橘宗一（6歳）の3名を憲兵隊本部に連行し、最終的に殺害、同本部裏の古井戸に遺体を遺棄した、いわゆる甘粕事件を起こした。
事件では憲兵隊や陸軍の法的責任は全く問われることなく、部下らも甘粕の命令に従っただけで軍法会議では無罪とされ、すべて甘粕個人の単独責任として処理され、
同年12月8日、第1師団軍法会議にて禁錮10年の判決を受ける。これにより正七位を失位、勲六等および大礼記念章、大正三年乃至九年戦役従軍記章を褫奪された。軍法会議において甘粕は「個人の考えで3人全てを殺害した｣、｢子どもは殺していない。菰包みになったのを見て、初めてそれを知った」、「子どもはどうしても殺せず、部下らに命じた」等とたびたび証言を変えており、共犯者とされた兵士が「殺害は憲兵司令官の指示であった」との供述もあるなど、この結論に後の時代でも、しばしば疑義が挙がる。また、甘粕自身は、当時淀橋署でこれら主義者をやらなければならないと意見が出ていたが警察では殺せないので憲兵隊でやってくれと２名の署員から依頼を受けたとも主張していたが、検事局による淀橋署員両名の取調の結果ではこの主張は否定されていて、動機について、軍としての意を呈した上司からの指示、政治的な私憤、何らかの個人的動機とするものなど、各種あるのが実情である。（参照：甘粕事件）
判決後、甘粕から塚崎直義弁護士へ宛てた手紙がある。
篠崎は判決後も事件の真相を知ろうと甘粕の胸を叩いていたが、何も聞き出す事は出来なかった。しかしこの手紙で、甘粕は公判廷で虚偽の陳述をした事だけは明らかにしている。甘粕自身がこの事件に触れたのは、この手紙が最後である

### 出獄・渡仏

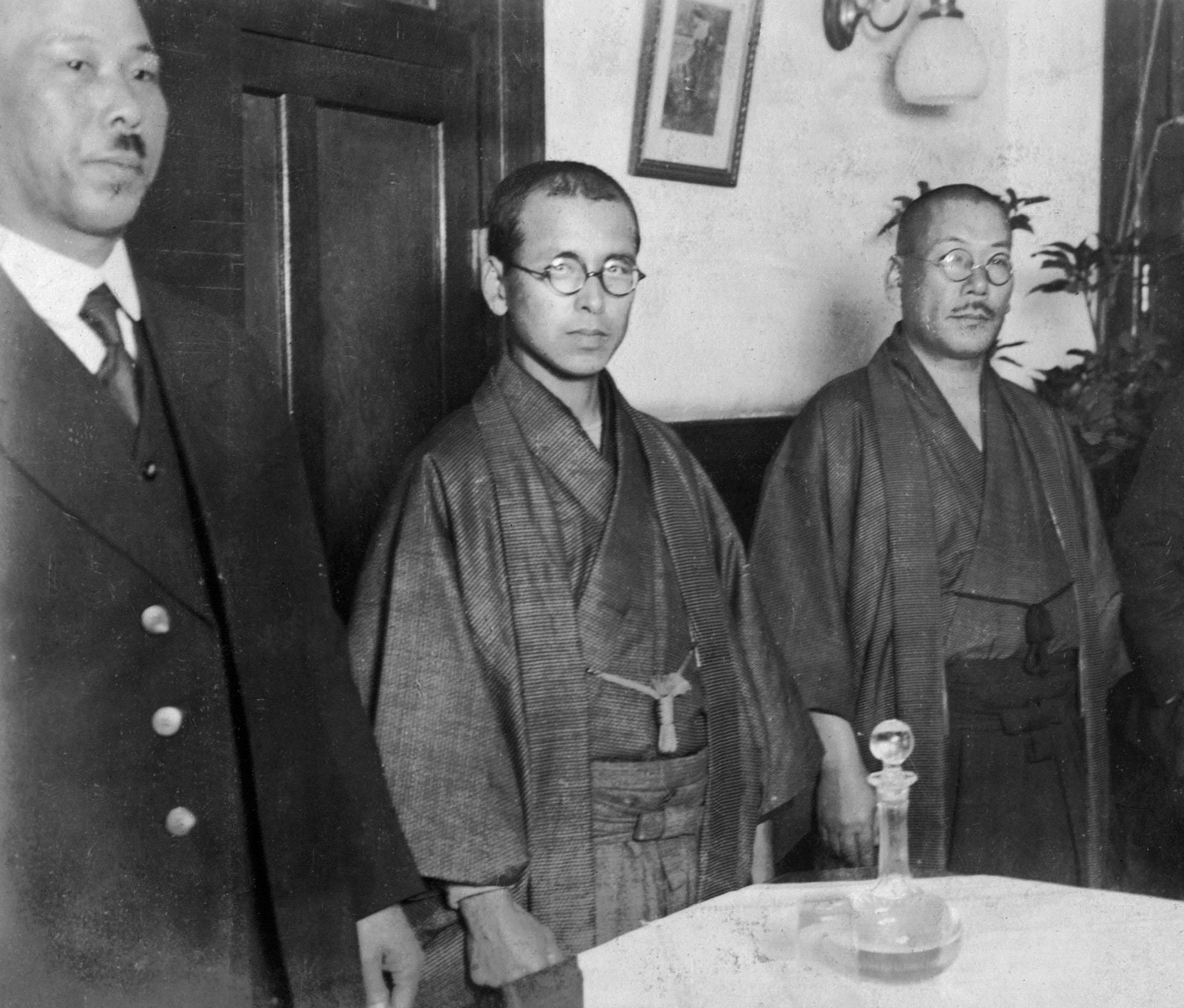
仮出所後の1926年11月3日、アナキスト殺害について記者会見に臨む甘粕正彦（中央）。

千葉刑務所に服役している最中に皇太子御成婚に伴う恩赦があり刑期は7年半に減刑。さらに謹直な獄中生活が評価され、1926年（大正15年）10月6日に仮出獄。予備役となる。甘粕には甘粕事件の裁判中、社会主義者を憎む多数の資産家から大量の義捐金が寄せられたとも伝えられ、また獄中から本を出し、これもかなり売れたとされるが、生来の博打好きで、これらの金を博打で失ったようで、出獄後さほども立たないうちに取材を受けた新聞記者には苦境と将来の不安を訴えている。なお、仮出獄直後から、さまざまな新聞記事で甘粕の動向が報じられていたが、同年10月31日、偶然に山奥の旅館で甘粕と遭遇したとする東京朝日新聞の記者によれば、甘粕は、この時点で初めて新聞記者と遭ったと語っている。
1927年（昭和2年）初頭、甘粕事件直前に婚約していた服部ミネと結婚。ミネは20万坪の農地を持つ豪農の家の娘で日本女子大の英文科に進み、群馬県立富岡高等女学校で教鞭をとる才女だった。事件後、甘粕からは婚約解消の申入が来たが、甘粕が直接に少年を殺したわけではないと聞いて、婚約解消の申入を断っていた。同年7月から陸軍の予算でミネと2人でフランスに渡る。渡仏当初はフランス陸軍大学校に留学していた澄田𧶛四郎、澄田帰国後は新たに同じくフランス陸大に留学してきた遠藤三郎が甘粕夫妻の生活の面倒をみた。また、フランスでは画家の藤田嗣治等と交流。このころ、最初の娘が出来る。フランス滞在の際の陸軍からの支援金もそれなりのものがあった筈だが、甘粕は澄田の帰国ごろから弟の二郎に対し金銭を催促する手紙を度々送っている。弟の二郎は、東京帝大を卒業、このころには三菱信託銀行でエリートコースに就いている。弟二郎への手紙では、妻ミネを足手まといとし、子供が思いがけずできた、金もなく旅行も出来ない、と嘆いている。ミネの方もアパートの中で一人でじっとしているだけであったらしい。甘粕は、遠藤に対しても度々借金をしており、その際「面目ないが、競馬で大金をすった」と語っていたという。
甘粕がフランスへ渡った理由・目的は不明だが、一般には、陸軍側の何らかの口止めか、そこまで行かずともスキャンダルのほとぼり冷ましのためと見る向きが多い。弟の二郎に宛てた手紙からは甘粕からフランスへ行きたいと希望した事がうかがえる。一方で、渡仏が決まった後、甘粕は何度か周囲に「行きたくない」ともらしている。フランス時代の甘粕はフリーメイソンに関係していた、または日本人メーソンであったという説があるが、澄田と遠藤はそれぞれ「噂を聞いたこともなく、信じられない」とし、「武官時代にフリーメイソンを調査した」と語る澄田は「あの当時の甘粕が近づけるような結社ではない。彼の語学力を考えただけでも不可能だ」としている。

### 満洲国へ

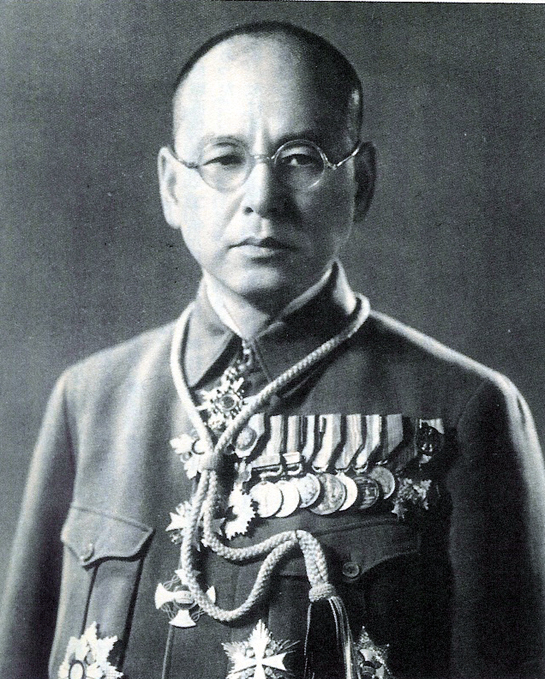
満洲国時代の甘粕。政治家・要人らに普及した協和服を着用している。

帰国し、妻ミネは昭和4年6月、福島県の実家で次女の和子を産む。同年9月長女の雅子が亡くなる。甘粕はフランスから帰国後、1930年（昭和5年）、満洲に渡る。1931年、長男である忠雄が生まれる。満州では、南満洲鉄道東亜経済調査局奉天主任となり、さらに奉天の関東軍特務機関長土肥原賢二大佐の指揮下で情報・謀略工作を行うようになる。大川周明を通じて後に柳条湖事件や自治指導部などで満洲国建国に重要な役割を果たす右翼団体大雄峯会に入る。そのメンバーの一部を子分にして甘粕機関という民間の特務機関を設立。このころ、麻薬取引にも手を染め、蓄財をしたとも言われる。
1931年（昭和6年）9月の柳条湖事件より始まる満洲事変の際、ハルピン出兵の口実作りのため奉天に潜入し、中国人の仕業に見せかけて数箇所に爆弾を投げ込んだ。その後、清朝の第12代皇帝宣統帝の愛新覚羅溥儀（1924年に馮玉祥が起こしたクーデターにより紫禁城を追われ、1925年以降は天津に幽閉）擁立のため、溥儀を天津から湯崗子まで洗濯物に化けさせて柳行李に詰め込んだり、苦力に変装させ硬席車（三等車）に押し込んで極秘裏に逃亡させた。
その働きを認められ1932年（昭和7年）の満洲国建国後は、民政部警務司長（警察庁長官に相当）に大抜擢され、表舞台に登場する。自治指導部から分かれた満洲唯一の合法的政治団体満洲国協和会が創設されると理事になり、1937年（昭和12年）には中央本部総務部長に就任。1938年（昭和13年）、満洲国代表団（修好経済使節団）の副代表として公式訪欧し、ムッソリーニとも会談。

### 満映理事長
1939年（昭和14年）、満洲国国務院総務庁弘報処長武藤富男と総務庁次長岸信介の尽力で満洲映画協会（満映）の理事長となる。満映のある新京の日本人社会では「遂に満映が右翼軍国主義者に牛耳られる｣、｢軍部の独裁専横人事」と噂されたという。
岸信介が甘粕に報いるために理事長にしたのだという説もあるが、準国策会社として満映が製作した当時の映画は固苦しく不人気で、さらに労使紛争にも直面していて実は経営危機にあり、甘粕が甘粕事件の際の義捐金等でかなりの資産がある（実際には満州の特務機関での阿片売買によるものとみられる）と思われていたため、その資金支援をあてにして寧ろ満映関係者の方から積極的に経営陣に入るよう求められたとする説がある。
甘粕は満映の経営立て直しのために大量の従業員の解雇を行ったものの、その再就職先の確保には努力したとされる。紳士的に振る舞い、経営の再建とともに、満映の日本人満人双方共に俳優･スタッフらの給料を大幅に引き上げただけでなく、日本人と満人の待遇を同等にしたことや、女優を酒席に同伴させることを禁止するなど、社員を大切にしたことから満映内での評判は高まっていった。甘粕はまた、文化人でもあり、ドイツ訪問時に当時の最新の映画技術を満洲に持ち帰った。それは後に戦後、東映の黄金期を築くことにもなった。また、朝比奈隆が指揮をしていたハルビン交響楽団の充実にも力を尽くした。また甘粕本人は軍官僚あがりであり芸術的才には恵まれておらず、映画製作の芸術面において社員の監督等に馬鹿にされることも多かったが、そうした無礼の数々も「僕の範囲外なので」と笑って受け入れていた。
満洲時代の甘粕は"満洲の夜の帝王"とも呼ばれ、また、日本政府の意を受けて満洲国を陰で支配していたとも言われる。しかし甘粕はその硬骨漢ぶりと言動故に関東軍には煙たがられ、甘粕事件のイメージもあり、士官学校の恩師である東條英機という例外を除いては、むしろ冷遇されており、その影響力はあくまで日本人官僚グループとの個人的な付き合いや、士官学校時代の同期の学友達との人脈が源泉となっていたという（根岸寛一の証言）。また、根岸の証言によれば、謀略の資金源の大半は満映から出ていたという。
松竹作品「戦う街」撮影時と思われる記念写真（李香蘭と他）が松竹大谷図書館に所蔵されている（寄贈者「竹内和寛・仲村恒平」）

### 自殺
1945年（昭和20年）8月8日ソ連は日ソ不可侵条約を破棄し日本に宣戦布告。翌9日満洲に侵攻。ソ連軍が新京に迫りくる中、ポツダム宣言受諾が発表された翌日の8月16日、甘粕は満映の社員を全員集めて「必ず死ぬ」と言った上で、中国人社員に「（満映は）中国人社員が中心になるべき」と述べ、最後に「皆さんのお世話になったことを深く厚く御礼申し上げます」と挨拶した。そのあとに身の回り品を形見として一人一人に配り、退職金として全額引き出した社内の預金を幹部・平社員の別なく一人５千円ずつ支給した。
満映の文書課長であった田岡実によれば、実は8月12日の段階で甘粕は敗戦を覚悟、幹部を呼んで、一般社員とその家族千余名を講堂に集め映画を鑑賞させて最中に爆薬で一挙に集団殺害し、その後幹部らで服毒自殺をしようという計画を立てた。実際に満映社員の各家庭に通達が来て、女優の木暮実千代は、女は一番いい着物を着てこい、できれば白い着物を着てこい、男は殺傷道具を持って集まれという話が来たが、帰って来た夫からフィルムに火を付けて死のうという話になっているから行くなと言われたと、語っている。もっとも、ソ連が進攻してきた当時の状況と通達の内容から、初めから集団自決することに気づき、覚悟していた者もいた（証言によって8月11日となっている）。結局、話を知った満州国総務庁の古海次長が止めに入り、計画は取りやめとなった。
甘粕の部下は自殺しないよう銃器や刃物などを取り上げ見張っていたが、20日早朝、監視役の大谷・長谷川・赤川孝一（作家・赤川次郎の父）の目を盗み、隠し持っていた青酸カリで服毒自殺した（この現場には映画監督内田吐夢や漫談家の坂野比呂志も居合わせた。また、一部の者には自決用に青酸カリを配ったようである）。甘粕の自殺については終戦直後の新聞で、満映の社員を集めて演壇に立ち拳銃で自らの額を打ち抜き自殺したとの報道があったため、「拳銃による自殺説」も流布された。
満映のスタッフは皆で甘粕を看取り、葬儀も執り行われた（新京で行われた葬儀には甘粕を慕う日満の友人三千人が参加し、葬列は1キロを越えたという）。甘粕の遺体は一時新京で埋葬されたが、翌1946年（昭和21年）4月に荼毘に付された。遺骨は家族が日本に持ち帰り、多磨霊園に納骨された。
甘粕は財産を残さず、未亡人のミネは子２人連れて着のみ着で実家に帰郷、実家敷地に建ててもらった小さな家で暮らす。戦後の学制改革で村にも新制中学が出来、英語教諭として働いた。ミネの実兄の服部実は有名な共産党活動家となり、よく活動家らが集会に実家に来ていたが、気丈なミネは平然としていたという。農地改革もあった時代で家計は苦しく、娘の和子は近くに設立された二本松信用組合で働き、その後上京し丸の内で働きながら都立夜間高校に通い、早稲田の露文を志望したが、ミネは和子に「左傾してはお父様へ申し訳ないではないか」と言ったという。ミネの実家の養子で和子のいとことなった服部充男によれば、和子は左翼的だったが父のことは大好きだったという。ミネは戦後の無理から50代で脳溢血に倒れ、右半身不随となる。息子の忠男は東大に進み、三菱電機に就職、三鷹のアパートで和子と暮らすミネを引き取り、赴任先の長崎で暮らす。同地で1970年3月亡くなっている。

## 人物
森繁久彌は甘粕について「満洲という新しい国に、我々若い者と一緒に情熱を傾け、一緒に夢を見てくれた。ビルを建てようの、金を儲けようのというケチな夢じゃない。一つの国を立派に育て上げようという、大きな夢に酔った人だった」と語っている。武藤富男は、「甘粕は私利私欲を思わず、その上生命に対する執着もなかった。彼とつきあった人は、甘粕の様な生き方が出来たら…と羨望の気持ちさえ持った。また、そこに魅せられた人が多かった」と述べている。
李香蘭こと山口淑子が、「満映を辞めたい」と申し出た際には「気持ちは分かる」と言って契約書を破棄したが、彼女の証言によれば「ふっきれた感じの魅力のある人だった。無口で厳格で周囲から恐れられていたが、本当はよく気のつく優しい人だった。ユーモアを解しいたずらっ子の一面もあるが、その度が過ぎると思うことも度々だった。酒に酔うと寄せ鍋に吸殻の入った灰皿を入れたり、周囲がドキリとするような事をいきなりやった」とのこと。
権力を笠に着る人間には硬骨漢的な性格を見せ、内地から来た映画会社の重役らを接待した席で彼らが「お前のところの女優を抱かせろ」と言い出した際には、「女優は酌婦ではありません!」と毅然とした対応をしたという。
これら周囲の人間の好意的な証言がある一方で、ヒステリックで神経質、官僚的という性格が一般には知られていた。
1921年（大正10年）6月、憲兵大尉に昇進し千葉県市川憲兵分隊長になると、まもなく野田争議が勃発。甘粕は野田町に出張して十数日泊まりこみ、会社側と労働者側の代表を料亭に招いて話し合いをさせ、調停の糸口をつけることに成功した。最後に席を立ち勘定をいいつけると、既に会社側が払ったという。甘粕はそれを会社側に返金させ、自分の金で支払った。部下のためにもよく金を散じた甘粕は、この時代から"金離れのいい男"として通っていた。

### 辞世の句
「大ばくち 身ぐるみ脱いで すってんてん」自分の人生と日本や満洲国の運命を重ねて詠んだ川柳と思われる。

## 栄典
位階
- 1913年（大正2年）2月20日 - 正八位[31]
- 1916年（大正5年）3月20日 - 従七位[32]
- 1921年（大正10年）5月10日 - 正七位[33]
- 1923年（大正12年）12月12日 - 失位（叙位条例第4条に依る位記返上）[7]

勲章
- 1934年（昭和9年）4月29日 - 勲四等旭日小綬章（昭和六年乃至九年事変に於ける功）[34]

外国勲章佩用允許
- 1934年（昭和9年）5月9日 - 満州国：勲二位景雲章[35]
- 1940年（昭和15年）[36]
  - 12月25日 - ドイツ国：ドイツ鷲勲章功労十字星章
  - 12月25日 - イタリア王国：王冠勲章グランディ・ウッフィチャーリ（Grandi Ufficiali）

## 著作
- 甘粕正彦、山根倬三『問題の人』小西書店、1924年。
- 甘粕正彦『獄中に於ける予の感想』甘粕氏著作刊行会、1927年。全国書誌番号:46088201。
- 甘粕正彦 著「協和会と麻薬問題」、近現代資料刊行会企画編集 編『中国占領地の社会調査 1 第34巻（雑誌論文）』永岡正己・沈潔監修・解説（複製）、近現代資料刊行会〈戦前・戦中期アジア研究資料 6〉、2011年8月。ISBN 978-4-86364-113-6。

## 甘粕正彦が登場する作品
映画
- 大虐殺（小森白監督、1960年、演：沼田曜一）ビデオ発売時のタイトルは『暴圧 関東大震災と軍部』
- ラストエンペラー（ベルナルド・ベルトルッチ監督、1987年、演：坂本龍一　事実と異なり、隻腕として登場する）
- シュトルム・ウント・ドランクッ（山田勇男監督、2014年、演：あがた森魚）

テレビドラマ
- 弦鳴りやまず（1984年、演：佐藤慶）
- ニュードキュメンタリードラマ昭和 松本清張事件にせまる 第19回「甘粕正彦の死」（1984年、演: 津嘉山正種）
- さよなら李香蘭（1989年、演：片岡鶴太郎）
- 涙たたえて微笑せよ 明治の息子・島田清次郎（1995年、演：椎名桔平）
- 流転の王妃・最後の皇弟（2003年、演：竹中直人）
- 李香蘭（2007年、演：中村獅童）
- 男装の麗人〜川島芳子の生涯〜（2008年、演：仲村トオル）
- 風よ あらしよ（2022年、演：音尾琢真）

小説
- 帝都物語（荒俣宏）
- 天子蒙塵　第3巻（浅田次郎）
- 新・二都物語（芦辺拓）

漫画
- 虹色のトロツキー（安彦良和）
- 龍-RON-（村上もとか）ISBN 4-09-180588-4 （小学館）
- 北神伝綺（大塚英志原作、森美夏画）
- 国が燃える（本宮ひろ志）主人公・本多勇介の妻の命を救った恩人として描かれている。
- 風雲児外外伝 松吉伝（みなもと太郎）

ゲーム
- 相州戦神館學園 八命陣